# La donna elettrica
La donna elettrica (Kona fer í stríð) è un film del 2018 diretto da Benedikt Erlingsson.

## Trama
Halla è la direttrice di un coro ma è anche una eco-militante: cerca infatti di danneggiare gli impianti siderurgici (che oltre a rovinare il paesaggio contribuiscono all'effetto serra) sabotando le linee elettriche. Nonostante i moderni mezzi tecnologici rendano il suo operato più difficile lei continua con la sua attività. Dopo una attesa durata 4 anni arriva però una telefonata che le annuncia che la sua richiesta di adozione è stata accettata e che in Ucraina c'è una bambina che la aspetta. Ora dovrà decidere che direzione dare alla sua vita.
La richiesta di adozione in realtà era stata fatta da Halla e da sua sorella gemella Asa che, però, informata dello sviluppo, informa a sua volta Halla che intende trasferirsi in India e che quindi non potrà svolgere il suo ruolo di seconda responsabile. Halla diffonde volantini contenenti la rivendicazione degli atti di sabotaggio alle reti elettriche, spiegando le motivazioni e chiedendo l'insurrezione popolare firmandosi "la donna elettrica". Un componente del coro è un grande amico di Halla ma è anche un agente che la tiene informata circa i passi delle indagini sul misterioso terrorista. Le azioni di sabotaggio continuano ma il cerchio delle indagini si stringe.
Quando Halla è in aeroporto in attesa di partire per portare a casa la bambina, assiste in tv all' arresto della sorella gemella Asa, creduta la terrorista a cui si era data la caccia per anni; di lì a poco arriveranno ad arrestare anche Halla. In attesa del processo che inevitabilmente si tradurrà in anni di detenzione, Asa andrà a trovare la sorella in prigione. Grazie a uno stratagemma organizzato da Asa, le due sorelle si scambieranno gli indumenti; Halla potrà quindi portare a casa la bimba adottata, mentre la sorella sconterà la pena detentiva della sorella.

## Riconoscimenti
- 2018 - Haifa International Film Festival
  - Premio Carmel
- 2018 - Hamburg Film Festival
  - Premio Art Cinema
- 2018 - Festival du nouveau
  - Prix d'interprétation a Halldóra Geirharðsdóttir
- 2018 - Semana Internacional de Cine de Valladolid
  - Migliore attrice a Halldóra Geirharðsdóttir